# Peter Mankoč
Peter Mankoč (* 4. Juli 1978 in Ljubljana) ist ein slowenischer Schwimmer.

## Werdegang
Mankoč nahm an vier Olympischen Spielen teil, 1996, 2000, 2004 und 2008, wobei er 2004 in Athen mit dem 13. Platz über 100 m Freistil und 2008 in Peking mit dem 10. Platz über 100 m Schmetterling seine beste Ergebnisse erzielen konnte.
Außerdem nahm er von 2001 bis 2007 an vier Schwimmweltmeisterschaften teil. Seine besten Resultate waren der siebente Rang 2003 in Barcelona über 200 m Lagen und der achte Rang 2007 in Melbourne über 100 m Schmetterling.
Bei den Schwimmeuropameisterschaften 2008 in Eindhoven konnte Mankoč über 100 m Schmetterling die Silbermedaille gewinnen. Er ist dreimaliger Kurzbahnweltmeister und dreimaliger Kurzbahnvizeweltmeister.
Vor allem ist er für sein Auftreten bei den Kurzbahneuropameisterschaften bekannt. In zwölf Kurzbahneuropameisterschaften gewann er in 28 Finalteilnahmen 18 Medaillen, davon sind zehn aus Gold. Er gilt als der einzige Schwimmer weltweit, der bei einem internationalen Bewerb seinen Titel einer Disziplin neun Mal verteidigen konnte. Zwischen 2000 und 2008 gewann er neun Mal Gold über die 100 Meter Lagen. Erst bei den Kurzbahneuropameisterschaften 2009 in Istanbul konnte er über diese Distanz geschlagen werden, als er die Bronzemedaille gewann.
Am 15. Dezember 2001 konnte er bei den Kurzbahneuropameisterschaften in Antwerpen mit neuem Weltrekord die 100 Meter Lagen gewinnen. Erst knapp ein Jahr später schaffte es Thomas Rupprath, ihm diesen wieder abzunehmen.
Bei den Kurzbahnweltmeisterschaften 2008 in Manchester wurde er hinter Ryan Lochte mit neuem Europarekord über dieselbe Distanz Zweiter.

## Rekorde
| Weltrekorde (1)         | Weltrekorde (1) | Weltrekorde (1)   | Weltrekorde (1) |
| ----------------------- | --------------- | ----------------- | --------------- |
| 100 m Lagen (Kurzbahn)  | 00:50,76 min    | 12. Dezember 2009 | Istanbul        |
| (Stand: 7. August 2010) |                 |                   |                 |